# Boluspor
Maillots
Boluspor Kulübü est un club turc de football basé à Bolu. Boluspor opère dans les branches football et basket. Le club joue en 1.Lig, lors de la saison 2024-2025.

## Historique
Boluspor est une équipe de football avec de nombreux succès dans son histoire. Après avoir joué dans la Super League pendant 20 saisons consécutives, il a été relégué dans la ligue inférieure. Il a été plusieurs fois champion dans ces ligues inférieures. De plus, Boluspor a disputé 6 fois les quarts de finale, une fois les demi-finales et une fois la finale de la Coupe de Turquie. And it is one of the few Turkish teams participating in European competitions. Le célèbre joueur de football Rıdvan Dilmen a joué dans ce club entre 1980 et 1983.
- Coupe UEFA 1974-1975
- Coupe des Balkans des clubs 1973-1974

## Palmarès
- TFF 1. Lig
  - Championne: 1969-1970, 1985-1986
  - Deuxième: 1979-1980

- TFF 2. Lig
  - Championne: 2006-2007
- TFF 3. Lig
  - Championne: 1996-1997
  - Deuxième: 2004-2005